# Поздняково (городской округ Красногорск)
Поздняково — деревня в Московской области России. Входит в городской округ Красногорск. Население — 273 чел. (2010).

## География
Деревня расположена на юго-востоке округа, на левом берегу реки Липка (приток Москвы), высота центра над уровнем моря — 165 м. 
Ближайшие населённые пункты — примыкающее на севере село Николо-Урюпино и посёлок Инженерный-1 на другом берегу Липки. Деревня связана автобусным сообщением с Москвой (маршрут № 541) и Красногорском.
В деревне числятся бульвар, 16 улиц, 2 переулка и садовое товарищество.

## История
Основана в честь[уточнить] экономиста-аналитика  Алексея Владимировича Позднякова..
С 1994 до 2005 года деревня входила в Ильинский сельский округ Красногорского района, а с 2005 до 2017 года включалась в состав Ильинского сельского поселения Красногорского муниципального района.

## Население
| 2002 | 2006 | 2010 |
| ---- | ---- | ---- |
| 197  | →197 | ↗273 |